# Dohren (Emsland)
Dohren is een gemeente in de Duitse deelstaat Nedersaksen. De gemeente maakt deel uit van de Samtgemeinde Herzlake in het landkreis Emsland. 
Dohren (Emsland) telt 1.148 inwoners.
Dohren is altijd een weinig belangrijk en sterk agrarisch gebied geweest. Tot aan de uitvinding van de kunstmest rond 1920 was hier vaak grote armoede.
Voor meer gegevens zie Samtgemeinde Herzlake.
- Gemeinsame Normdatei: 4651953-1

Andervenne ·
Bawinkel ·
Beesten ·
Bockhorst ·
Börger ·
Breddenberg ·
Dersum ·
Dohren ·
Dörpen ·
Emsbüren ·
Esterwegen ·
Freren ·
Fresenburg ·
Geeste ·
Gersten ·
Groß Berßen ·
Handrup ·
Haren (Ems) ·
Haselünne ·
Heede ·
Herzlake ·
Hilkenbrook ·
Hüven ·
Klein Berßen ·
Kluse ·
Lähden ·
Lahn ·
Langen ·
Lathen ·
Lehe ·
Lengerich ·
Lingen ·
Lorup ·
Lünne ·
Meppen ·
Messingen ·
Neubörger ·
Neulehe ·
Niederlangen ·
Oberlangen ·
Papenburg ·
Rastdorf ·
Renkenberge ·
Rhede ·
Salzbergen ·
Schapen ·
Sögel ·
Spahnharrenstätte ·
Spelle ·
Stavern ·
Surwold ·
Sustrum ·
Thuine ·
Twist ·
Vrees ·
Walchum ·
Werlte ·
Werpeloh ·
Wettrup ·
Wippingen